# 72-й Берлинский международный кинофестиваль
72-й Берлинский международный кинофестиваль проходил с 10 по 16 февраля 2022 года в формате офлайн, но с жёсткими ограничениями, которые были связаны с пандемией COVID-19. Жюри фестиваля возглавлял режиссёр М. Найт Шьямалан. Фильмом открытия стал «Петер фон Кант» Франсуа Озона. Лучшим фильмом была признана «Земля Алькаррас» Карлы Симон, «Серебряного медведя» получил «Фильм писательницы» Хон Сансу.

## Жюри фестиваля
В состав международного жюри основного конкурса фестиваля вошли:
- Рюсукэ Хамагути (режиссёр, Япония);
- Конни Нильсен (актриса, Дания);
- Цици Дангарембга (режиссёр, Зимбабве);
- Саид Бен Саид (продюсер, Франция);
- Анна Зохра Беррашед[англ.] (сценаристка и режиссёр, Германия);
- Карим Айнуз[англ.] (художник, Бразилия).

Президентом жюри стал режиссёр М. Найт Шьямалан.

## Основная конкурсная программа
- «Быстрый словарик любви», режиссёр Николетт Кребиц
- «Земля Алькаррас», режиссёр Карла Симон Пипо
- «С любовью и яростью», режиссёр Клер Дени
- «Римини», режиссёр Ульрих Зайдль
- «Звоните Джейн», режиссёр Филлис Наж
- «Кусочек неба», режиссёр Михаэль Кох
- «Всё будет хорошо», режиссёр Ритхи Пань
- «Черта», режиссёр Урсула Майер
- «Прощай, Леонора», режиссёр Паоло Тавиани
- «Пассажиры ночи», режиссёр Михаэль Эрс
- «Раньше, сейчас и потом», режиссёр Камила Андини
- «Петер фон Кант», режиссёр Франсуа Озон
- «Рабийе Курназ против Джорджа Буша», режиссёр Андреас Дрезен
- «Одеяние из драгоценных камней», режиссёр Наталия Лопес Галлардо
- «Такое лето», режиссёр Дени Коте[3]
- «Возвращение в прах», режиссёр Ли Жуйцзюнь
- «Фильм писательницы», режиссёр Хон Сансу
- «Роковая ночь в Париже», режиссёр Исаки Лакуэста[4].

## Программа «Направления»
- «До пятницы, Робинзон», режиссёр Митра Фарахани
- «Аксиома», режиссёр Йонс Йонссон
- «Брат во всём», режиссёр Александр Золотухин
- «Извержение вкуса», режиссёр Питер Стриклэнд
- «Кома», режиссёр Бертран Бонелло
- «Город и город», режиссёры Христос Пассалис и Силлас Цумеркас
- «Американский дневник», режиссёр Арно де Пальер
- «Маленький, медленный, но устойчивый»
- «Маленький пакет любви», режиссёр Гастон Солники
- «МУТЦЕНБАХЕР», режиссёр Рут Бекерман
- «Королевы династии Цин», режиссёр Эшли Макензи
- «Солнце», режиссёр Курдвин Айюб
- «Беспокойство», режиссёр Кирилл Шойблин
- «Смерть моей матери», режиссёр Джессика Круммахер

## Программа «Панорама»
- «Клондайк», режиссёр Марина Эр Горбач
- «Продукты 24», режиссёр Михаил Бородин[5][6]

## Победители фестиваля
- «Золотой медведь» — «Земля Алькаррас» испанского режиссёра Карлы Симон[7]
- Гран-при жюри («Серебряный медведь») — «Фильм писательницы», режиссёр Хон Сансу
- Спецприз («Серебряный медведь») — «Одеяние из драгоценных камней», режиссёр Наталия Лопес Гальярдо
- «Серебряный медведь» за лучшую режиссуру — «С любовью и яростью», режиссёр Клер Дени
- «Серебряный медведь» за лучшую роль — Мельтем Каптан («Рабийе Курназ против Джорджа Буша»)
- «Серебряный медведь» за лучшую роль второго плана — Лаура Басуки («Раньше, сейчас и потом»)
- «Серебряный медведь» за лучший сценарий — Лайла Штилер («Рабийе Курназ против Джорджа Буша»)
- «Серебряный медведь» за выдающийся художественный вклад — Ритхи Пань («Всё будет хорошо»)
- Победитель конкурса «Столкновения» — «Мутценбахер», Рут Беккерман
- Лучшая режиссура в конкурсе «Столкновения» — Сирил Шейблин, «Беспорядки»
- Спецприз жюри конкурса «Столкновения» — «До пятницы, Робинзон» Митрэ Фарахани
- «Золотой медведь» за лучший короткометражный фильм — «Трэп», режиссёр Анастасия Вебер[7].